# Бобокулов Ахмад
Ахмад Бобокулов (тадж. Аҳмад Бобоқулов; 17 січня 1931, Гіждуванський район, Бухарська область, Узбецька РСР — 1990, Душанбе, Таджицька РСР) — видатний радянський таджицький оперний співак (лірико-драматичний тенор).

## Біографія
Ахмад Бобокулов народився 17 січня 1931 року в Гіждуванському районі Бухарської області Узбецької РСР у сім'ї народного співака і музиканта Бобокула Файзуллаєва. 
У 1954 році Бобокулов закінчив Московську консерваторію. У 1960 році закінчив аспірантуру при ній. 
Ахмад Бобокулов виступав на сцені оперного театру ім. Айни (м. Душанбе) та на концертній естраді. 
Співак удостоєний звання Заслуженого артиста Таджицької РСР, Народного артиста Таджицької РСР (1971), Народного артиста СРСР. А. Бобокулов — лауреат Державної премії Таджикистану імені Рудакі (1966), нагороджений орденами Леніна і Трудового Червоного Прапора.
У квітні 1990 року в Таджицький республіці відзначалося 1400-річчя видатного музиканта старовини Борбада, і хоча лікарі через перенесений перед тим інфаркт заборонили Ахмаду Бобокулову співати, він виступив на урочистостях. За 2 тижні співака не стало — він помер від другого обширного інфаркту.
Ім'я Ахмада Бобокулова носить Душанбинський Коледж мистецтв.